# Karlheinz Wüst
Karlheinz Wüst, auch geführt unter Karl-Heinz Wüst (* 23. Juli 1921 in Pribbernow, Pommern, Deutsches Reich; † 8. April 1992 in Berlin) war ein deutscher Kameramann und Kulturfilmproduzent.

## Leben

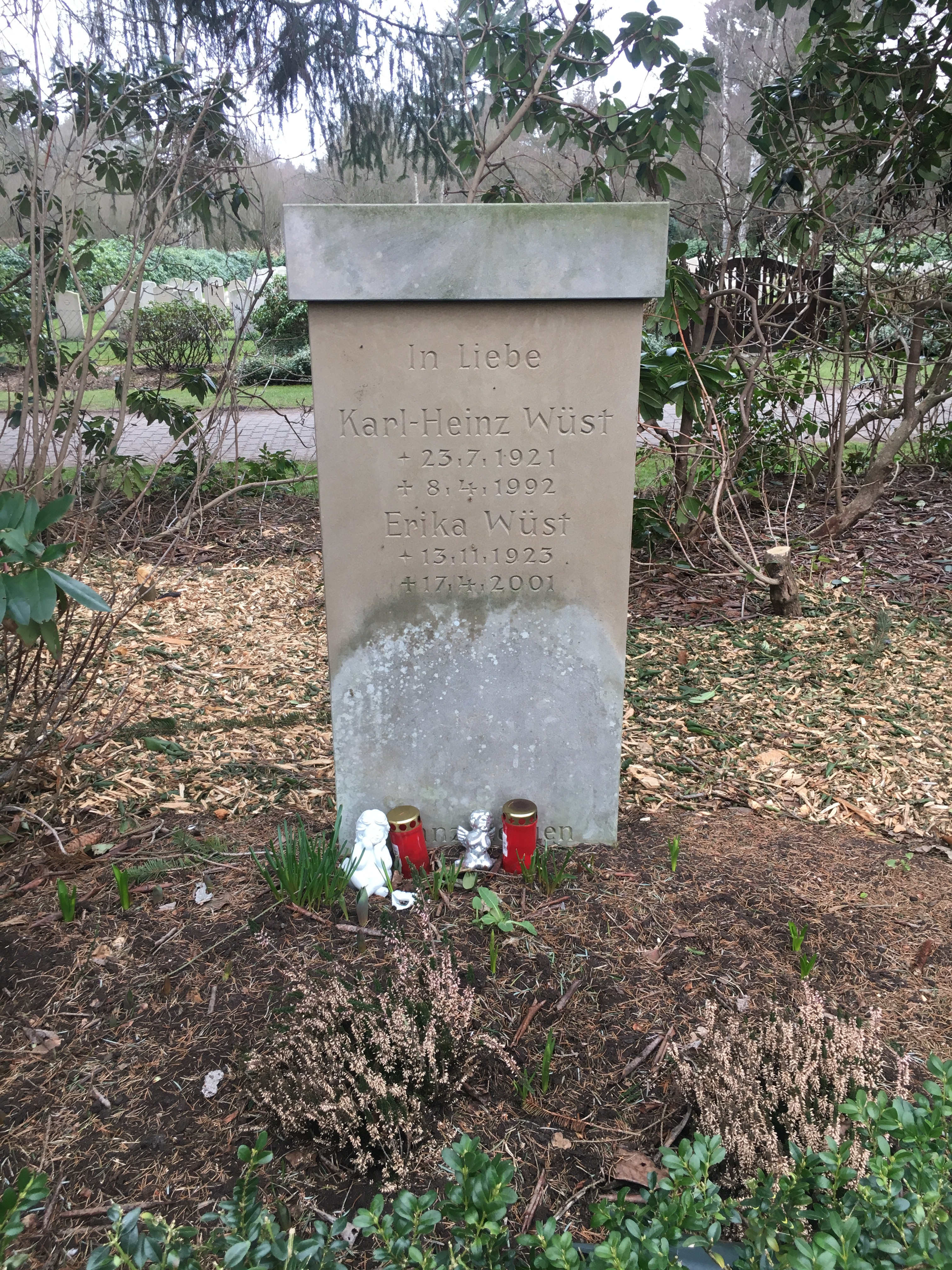
Grabstätte von Karl-Heinz Wüst auf dem Friedhof Ohlsdorf

Am 8. April starb in seiner Heimatstadt Berlin der Kameramann Karlheinz Wüst, im Alter von 70 Jahren. Wüst wurde am 23.7.21 in Pribbernow/Pommern geboren. Nach seiner Ausbildung bei der Ufa und dem Studium an der Technischen Hochschule in Berlin entwickelte Karlheinz Wüst zusammen mit seinem Vater Adolf Wüst das additive Farbfilmverfahren System Wüst. 1952 schon trat er in den damaligen NWDR als Kameramann ein und arbeitete bis zu seiner Pensionierung im Fernseh- und Filmbereich als erster Kameramann.
Karlheinz Wüst war ein Filmexperte der traditionellen Klasse, er war außerdem ein Fernsehmann der ersten Stunden und an fast allen bedeutenden Produktionen der frühen Fernsehjahre, insbesondere bei den Produktionen von John Olden beteiligt. Er war ein Kollege, der sein Wissen bereitwillig an den Nachwuchs weitergab. In den letzten Jahren vor seiner Pensionierung war er der verantwortliche Kameramann der Übertragungen aus dem Ohnsorg-Theater. Sein Hobby war immer der Film, so beendete er kurz vor seinem Tod einen Film über Berlin.
Karlheinz Wüst verstarb 1992 im Alter von 70 Jahren und wurde auf dem Hamburger Friedhof Ohlsdorf im Planquadrat Bl 59 beigesetzt.

## Filmografie
- 1958: Stahlnetz: Mordfall Oberhausen
- 1958: Der Mann, der seinen Namen änderte
- 1959: Einer von sieben
- 1960: Die Verwandlung
- 1963: Was soll werden, Harry ?
- 1965: Kein Auskommen mit dem Einkommen
- 1966: Die Unverbesserlichen – nichts dazugelernt
- 1967: Die Unverbesserlichen … und ihr Optimismus
- 1968: Verteufelte Zeiten
- 1968: Die Unverbesserlichen … und ihre Sorgen
- 1968: Die Kartenlegerin
- 1969: Die Räuber
- 1970: Trautes Heim
- 1971: Mein Mann, der fährt zur See
- 1971: Der möblierte Herr
- 1972: Dreier-Quartett
- 1973: Vier Frauen um Kray
- 1973: Das Hörrohr
- 1974: Für die Katz
- 1974: Der schönste Mann von der Reeperbahn
- 1975: Der Weiberhof
- 1977: Petrus gibt Urlaub
- 1977: Die Venus von Müggensack
- 1980: Lotte spielt Lotto
- 1981: Hamburger Bier
- 1982: Eine Frau für den Klabautermann
- 1982: Doktor Puust
- 1983: Der Lorbeerkranz
- 1983: Die fröhliche Tankstelle
- 1988: Wenn du Geld hast